# Silvia Di Pietro
Silvia Di Pietro (Roma, 6 aprile 1993) è una nuotatrice italiana, attualmente primatista italiana dei 50 metri farfalla di tutte le categorie sia in vasca corta sia in vasca lunga.

## Carriera
Nel 2006 veste per la prima volta la maglia azzurra in occasione della Coppa COMEN a Rio Major (in Portogallo), dove vince l’oro nei 50 metri stile libero in 27”23 e nei 100 metri farfalla in 1’02”52, stabilendo nel secondo caso il nuovo record della manifestazione. Nel 2007, durante il Festival Olimpico della gioventù europea a Belgrado vince tre ori, nei 50 m stile libero in 26”23, nei 100 m farfalla in 1’00”60 e nella 4x100 m mista in 4’19”59. In entrambe le gare individuali stabilisce il nuovo record italiano nella categoria ragazzi.
Ai campionati mondiali giovanili di nuoto 2008 a Monterrey ha stabilito il nuovo primato dei campionati con il tempo di 26"77. Diventa campionessa italiana assoluta a soli 15 anni nei 100 m farfalla in 1’00”17, durante i campionati primaverili 2008 a Livorno. Nella stessa estate partecipa agli europei juniores di Belgrado, vincendo l’oro nei 100 metri farfalla in 59"28 e due argenti, nei 50 metri farfalla e nei 100 metri stile libero. Entra nel giro della Nazionale Assoluta durante l’inverno del 2008, in occasione dei campionati europei in vasca corta di Rijeka in cui ottiene la medaglia di bronzo nella staffetta 4x50 m mista, che chiude in 1’47”05 insieme alle compagne Elena Gemo, Roberta Panara e Federica Pellegrini.
Ai campionati assoluti estivi 2009 a Pescara migliora il primato italiano assoluto dei 50 metri farfalla, con il crono di 26”10; sempre nei 50 metri farfalla vince la medaglia d'oro agli europei giovanili di Praga dello stesso anno, competizione da cui torna anche con due medaglie d'argento, nei 50 e nei 100 metri stile libero, ed un bronzo nei 100 metri farfalla. Durante i mondiali casalinghi di Roma è semifinalista nei 50 metri farfalla e migliora ulteriormente il record italiano assoluto, abbattendo il muro dei 26” in 25”84. Agli europei in corta di Istanbul è finalista nei 100 m farfalla e stabilisce il nuovo record italiano assoluto in 57”47.
Nel 2010, dopo essersi qualificata a tre gare individuali per gli europei di Budapest si infortuna alla spalla e, dopo la rassegna continentale, rimane fuori dalle manifestazioni internazionali.
Negli anni seguenti continua a mantenersi su buoni livelli sia nelle gare individuali sia nelle staffette. Nel 2013 durante i mondiali di Barcellona stabilisce il nuovo record italiano nella staffetta 4x100 m stile libero con le compagne Alice Mizzau, Federica Pellegrini ed Erika Ferraioli, con il tempo di 3'39"50. Nel 2014 agli europei di Berlino nuota in finale i 50 m stile libero in 24"84 e i 50 m farfalla in 25"78: entrambi i tempi valgono il 5º posto e i primati italiani in vasca da 50 metri. Nello stesso anno ai mondiali in corta di Doha si classifica 5ª nei 50 metri delfino e conquista la medaglia di bronzo nella 4x100 m stile libero insieme alle compagne Federica Pellegrini, Erika Ferraioli e Aglaia Pezzato, stabilendo il nuovo record italiano.
Ai mondiali del 2015 a Kazan' la staffetta 4x100 metri mista mista nuotata insieme a Sabbioni, Castiglioni e Codia vale il nuovo record italiano (in 3'45"59) e il 6º posto in finale. Nello stesso anno agli europei in vasca da 25 metri a Netanya vince il bronzo nei 50 m farfalla (stabilendo anche il nuovo record italiano in semifinale in 25"22) e torna con un bottino di cinque medaglie, di cui tre ori rispettivamente nella 4x50 m mista donne, nella 4x50 m stile libero mista e nella 4x50 m misti mista.
Nel 2016 conquista l'argento nella 4x100 metri stile libero agli europei di Londra; con la stessa staffetta stabilisce insieme a Erika Ferraioli, Aglaia Pezzato e Federica Pellegrini il nuovo record italiano (3'35"90) in batteria alle Olimpiadi di Rio de Janeiro, chiudendo al sesto posto. Nel dicembre 2016 ai mondiali in vasca corta di Windsor, in Canada, conquista la medaglia d'argento individuale nei 50 metri stile libero col tempo di 23"90 (record italiano) alle spalle solo della pluricampionessa olimpica Ranomi Kromowidjojo. Sempre nella competizione canadese è quinta nei 50 metri farfalla e riscrive assieme alle sue compagne di staffetta i record italiani nella 4x50 m stile libero, nella 4x50 m mista e nella 4x100 m mista. Negli anni successivi continua ad affermarsi come staffettista, ottenendo diverse medaglie in tali specialità ai campionati europei (sia in vasca lunga, sia in vasca corta) ed ai campionati mondiali in vasca corta. Nel 2023 agli europei in corta di Otopeni torna a vincere una medaglia d'oro continentale a otto anni dall'ultima volta, aggiudicandosi la staffetta 4x50 metri misti mista: nella stessa competizione ottiene anche tre argenti, sempre in staffetta.
Nel dicembre del 2024 prende parte ai mondiali in vasca corta di Budapest, dove si aggiudica il primo oro intercontinentale a livello senior vincendo la staffetta 4x50 metri stile libero mista. Ai mondiali di Singapore del 2025 migliora, in batteria, il suo record italiano sui 50 metri farfalla dopo più di dieci anni, abbassandolo a 25"49.

## Palmarès

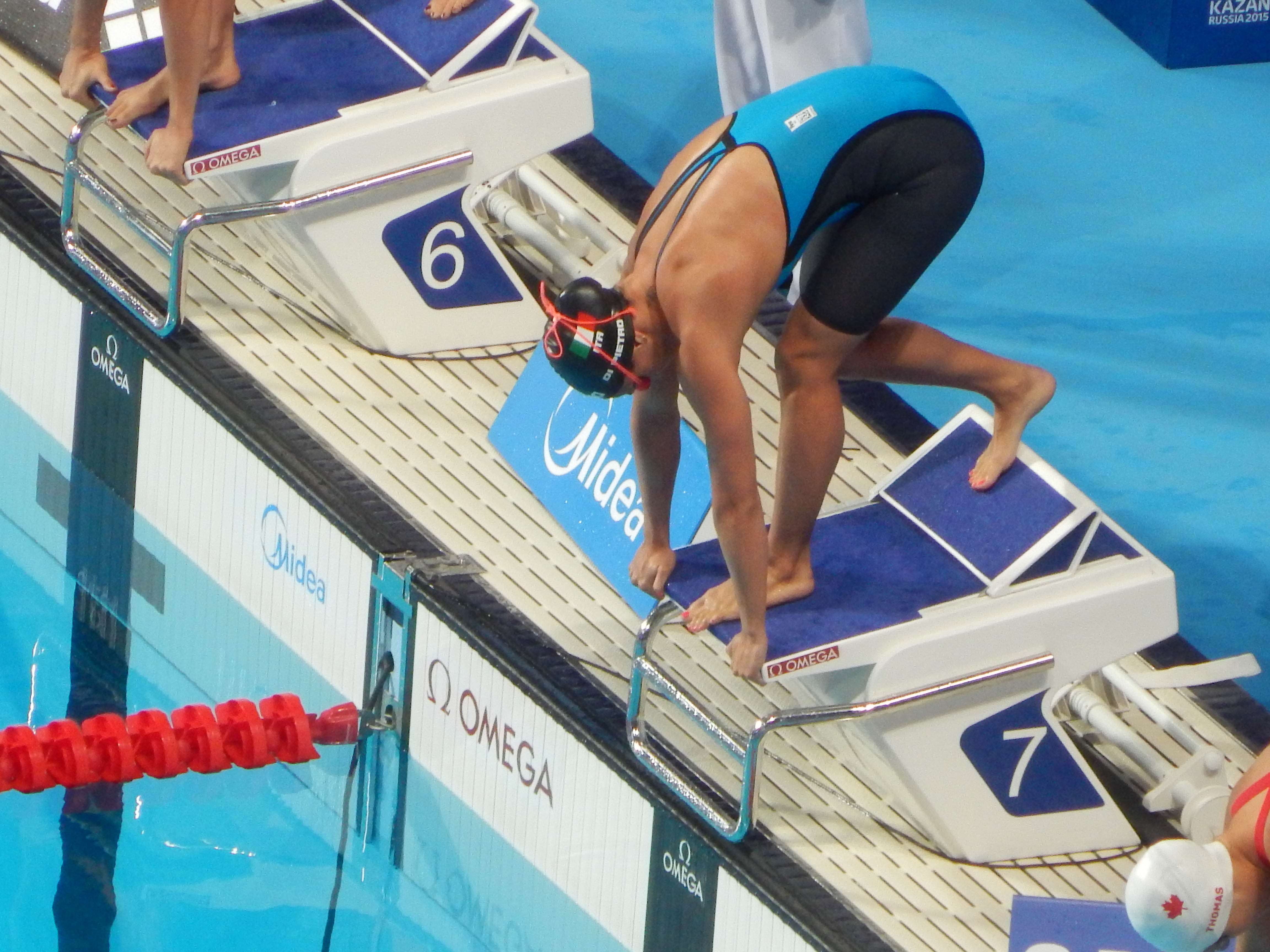
Silvia Di Pietro in gara nel 2015

- Mondiali in vasca corta

Doha 2014: bronzo nella 4x100m sl e nella 4x50m misti mista.
Windsor 2016: argento nei 50m sl, nella 4x100m sl e nella 4x50m mista; bronzo nella 4x50m sl.
Abu Dhabi 2021: bronzo nella 4x50m misti mista.
Melbourne 2022: argento nella 4x50m misti mista.
Budapest 2024: oro nella 4x50m sl mista.
- Europei

Debrecen 2012: argento nella 4x100m mista.
Londra 2016: argento nella 4x100m sl.
Budapest 2020: bronzo nella 4x100m misti, nella 4x100m sl misti e nella 4x100m misti mista.
Roma 2022: argento nella 4x100m misti mista.
- Europei in vasca corta

Fiume 2008: bronzo nella 4x50m misti.
Herning 2013: argento nella 4x50 sl misti.
Netanya 2015: oro nella 4x50m sl, nella 4x50m sl misti e nella 4x50m misti mista; bronzo nei 50m farfalla e nella 4x50m misti.
Glasgow 2019: argento nella 4x50m misti.
Kazan 2021: argento nella 4x50m sl misti e nella 4x50m misti mista; bronzo nei 50m farfalla e nella 4x50m misti.
Otopeni 2023: oro nella 4x50m misti mista, argento nella 4x50m sl, nella 4x50m misti e nella 4x50m sl mista.
- Giochi del Mediterraneo

Mersin 2013: oro nella 4x100m misti; argento nei 50m sl; bronzo nei 100m sl e nei 50m farfalla.
- Universiadi

Kazan 2013: bronzo nei 50m farfalla.
- Mondiali giovanili

Monterrey 2008: oro nei 50m farfalla; argento nei 100m farfalla.
- Europei giovanili

Belgrado 2008: oro nei 100m farfalla; argento nei 100m sl e nei 50m farfalla .
Praga 2009: oro nei 50m farfalla; argento nei 50m sl, nei 100m sl, nella 4x100m sl e nella 4x100m misti; bronzo nei 100m farfalla.

### Campionati italiani
41 titoli individuali e 4 staffette, così ripartiti:
- 15 nei 50 m stile libero
- 2 nei 100 m stile libero
- 21 nei 50 m farfalla
- 3 nei 100 m farfalla
- 3 nella 4×100 m stile libero
- 1 nella 4x100 m misti

| Anno | Edizione    | st.libero 50 m | st.libero 100 m | st.libero 4×50 m | st.libero 4×100 m | farfalla 50 m | farfalla 100 m | mista 4×50 m | mista 4×100 m |
| ---- | ----------- | -------------- | --------------- | ---------------- | ----------------- | ------------- | -------------- | ------------ | ------------- |
| 2006 | Primaverili | -              | -               | -                | -                 | -             | -              | nd           | 3             |
| 2006 | Estivi      | -              | -               | -                | 2                 | -             | -              | nd           | 2             |
| 2007 | Invernali   | -              | -               | -                | nd                | 3             | 3              | nd           | nd            |
| 2008 | Primaverili | -              | -               | -                | -                 | 2             | 1              | nd           | -             |
| 2008 | Estivi      | 2              | -               | -                | -                 | -             | -              | nd           | 1             |
| 2008 | Invernali   | -              | -               | -                | nd                | 3             | 3              | -            | nd            |
| 2009 | Primaverili | -              | -               | -                | 3                 | 2             | -              | nd           | -             |
| 2009 | Estivi      | -              | -               | -                | 3                 | 1             | 1              | nd           | 2             |
| 2009 | Invernali   | 3              | -               | -                | nd                | 2             | 3              | -            | nd            |
| 2010 | Primaverili | 1              | 2               | -                | -                 | 1             | 1              | nd           | 3             |
| 2010 | Estivi      | -              | -               | -                | nd                | 2             | 2              | nd           | nd            |
| 2011 | Estivi      | -              | -               | -                | nd                | -             | -              | 3            | nd            |
| 2011 | Invernali   | -              | -               | -                | -                 | 1             | 3              | nd           | -             |
| 2012 | Primaverili | 3              | -               | -                | 2                 | 1             | 3              | nd           | 3             |
| 2013 | Primaverili | 2              | 3               | -                | 3                 | 1             | -              | nd           | -             |
| 2013 | Invernali   | 1              | -               | -                | 3                 | 1             | -              | nd           | -             |
| 2014 | Primaverili | 2              | 3               | -                | 2                 | 1             | 2              | nd           | -             |
| 2014 | Estivi      | 2              | -               | -                | nd                | 2             | 2              | nd           | nd            |
| 2014 | Invernali   | 2              | -               | -                | 3                 | 1             | -              | nd           | -             |
| 2015 | Primaverili | 1              | -               | -                | 3                 | 1             | -              | nd           | 3             |
| 2015 | Invernali   | 1              | 1               | -                | 3                 | 1             | 2              | nd           | 3             |
| 2016 | Primaverili | 1              | -               | -                | 3                 | 2             | -              | nd           | -             |
| 2016 | Invernali   | 1              | -               | -                | -                 | 1             | 2              | nd           | -             |
| 2017 | Primaverili | 1              | 2               | -                | 3                 | 1             | 2              | nd           | 3             |
| 2018 | Invernali   | 3              | 3               | 3                | -                 | 3             | -              | 3            | -             |
| 2019 | Primaverili | 2              | 3               | nd               | 1                 | 2             | -              | nd           | 3             |
| 2019 | Estivi      | 1              | -               | -                | -                 | 2             | -              | -            | -             |
| 2019 | Invernali   | 1              | 2               | nd               | nd                | 1             | -              | nd           | nd            |
| 2020 | Estivi      | 1              | 2               | nd               | nd                | 1             | -              | nd           | nd            |
| 2020 | Invernali   | 1              | 2               | nd               | nd                | 1             | -              | nd           | nd            |
| 2021 | Primaverili | 3              | 3               | nd               | nd                | 1             | -              | nd           | nd            |
| 2021 | Invernali   | 1              | 2               | nd               | nd                | 1             | 2              | nd           | nd            |
| 2022 | Primaverili | 1              | 1               | -                | 1                 | 1             | 2              | -            | -             |
| 2022 | Estivi      | 1              | 2               | nd               | nd                | 1             | -              | nd           | nd            |
| 2022 | Invernali   | 1              | -               | -                | -                 | 1             | -              | -            | -             |
| 2023 | Primaverili | 3              | -               | -                | 1                 | 2             | -              | -            | 2             |
| 2024 | Invernali   | 2              | -               | -                | -                 | 1             | -              | -            | -             |
| 2025 | Primaverili | 3              | -               | -                | -                 | 2             | -              | -            | -             |

nd = non disputata